# Knoten (Silvretta)
Der Knoten oder Piz Grambola ist ein 3190 m ü. A. hoher Gipfel in der Silvretta an der Grenze zwischen dem österreichischen Bundesland Vorarlberg und dem Schweizer Kanton Graubünden.

## Lage und Umgebung
Der Knoten ist der Schnittpunkt dreier Grate. Nach Südosten ist er über die Silvrettalücke (3140 m) mit dem Silvrettahorn (3244 m) verbunden, nach Westen über die Rotfluhlücke (3070 m) mit der Rotfluh (3166 m), beide Nachbargipfel sind ungefähr 500 Meter entfernt. Im Norden befindet sich nur etwa 400 Meter entfernt die Schneeglocke (3223 m), der Verbindungsgrat weist dabei mit etwa 15 Metern nur eine geringe Schartentiefe auf, weshalb der Knoten keinen sonderlich eigenständigen Gipfel darstellt. Allerdings stellt er einen markanten Punkt im die Landesgrenze darstellenden Silvrettakamm dar, denn dieser biegt hier von Westen, von der Roten Furka kommend, zunächst nach Südosten und Süden ab.
Der Knoten bildet den Scheitelpunkt dreier Gletscherbecken: Im Südwesten befindet sich der Silvrettagletscher, im Nordwesten der Klostertaler Gletscher und im Osten der Schneeglockengletscher. Zu letzterem bricht der Knoten mit einer 250 Meter hohen Steilwand ab.

## Alpinismus
Meist wird der Knoten bei einer Besteigung der Schneeglocke "mitgenommen" und dabei überschritten. Das ist zum einen im Rahmen einer Begehung des gesamten Grats vom Silvrettahorn zur Schneeglocke möglich, wobei das Silvrettahorn dabei von der Wiesbadener Hütte über den Ochsentaler Gletscher oder über den Silvrettagletscher und weiter über den Südgrat erreicht werden kann. Zum anderen kann der Knoten auch aus dem Klostertal kommend von Westen über den Klostertaler Gletscher oder von Süden über die Rotfluhlücke erreicht werden. Beide Varianten sind auch als Skitour üblich.